# マンシュウカラマツ
マンシュウカラマツ (満洲唐松、学名:Larix olgensis）はマツ科カラマツ属の落葉針葉樹で、 学名の種小名は日本海のオリガ湾に因む。 別名のオルガカラマツも同様である。

## 分布
本種はシホテアリニ山脈中部のマクシモフカ川からヴァレンチン湾かけてと、中朝国境付近の北朝鮮、中国の吉林省および黒龍江省の東部の標高500-1100メートル附近に分布する。

## 特徴
樹高25-30mになる落葉針葉樹木で、幹の直径は1m程に成長し、樹皮は灰色から灰褐色で剥離性があり鱗状の外観を呈する。葉は針状で、上面暗緑色、下面は白色を呈し長さ1.5–3センチメートル幅1センチメートルである。 毬果ははじめは紫紅色や紫色だが、熟すと薄茶色となり、長さは18から25ミリメートルになる。 受粉は5月頃に行われ、9月から10月頃に成熟する。適潤地性植物で比較的に降水量の多い山間地や沼沢地に生える。 木材の多くは建設やパルプに使用され、樹皮はタンニン生成の為に取引されている。
またマンシュウカラマツは論文によってはダウリアカラマツの一亜種としてLarix gmelinii var olgensis (Ostenf & Syrach）とされることがある。
また、中朝国境域に分布するものの一部を変種としてチョウセンカラマツ Larix olgensis var. koreana（Nakai）とすることがある。

## 異名
- Larix amurensis Kolesn. ex Dylis (1961) — アムールカラマツ（ロシア語版）
- Larix dahurica var koreana Nakai (1929)
- Larix gmelinii var koreana (Nakai) Uyeki (1940) - チョウセンカラマツ
- Larix gmelinii subsp olgensis (A.Henry) A.E.Murray (1982)
- Larix lubarskii Sukaczev (1931)
- Larix olgensis A.Henry (1915) 基礎異名
- Larix olgensis var amurensis (Kolesn. ex Dylis) Kitag. (1979)
- Larix olgensis var changpaiensis Y.C.Yang & Y.L.Chou (1964)
- Larix olgensis f. intermedia Y.C.Yang & S.C.Nie (1964)
- Larix olgensis var intermedia Taken. (1942)
- Larix olgensis var koreana (Nakai) Nakai (1938)
- Larix olgensis f. pubibasis Y.C.Yang & S.C.Nie (1964)
- Larix olgensis f. viridis Nakai (1938)